# Doryctes anatolikus
Doryctes anatolikus är en stekelart som beskrevs av Marsh 1969. Doryctes anatolikus ingår i släktet Doryctes och familjen bracksteklar. Inga underarter finns listade i Catalogue of Life.